# Постел, Джонатан Брюс
Джонатан Брюс По́стел (англ. Jonathan Bruce Postel; 6 августа 1943, Алтадина, Калифорния — 16 октября 1998, Санта-Моника, Калифорния) — один из основных авторов сетевых протоколов, применяемых в сети Интернет: IP, ICMP, TCP, UDP, Telnet, FTP, DNS. В общей сложности участвовал в создании около двухсот RFC.

## Биография

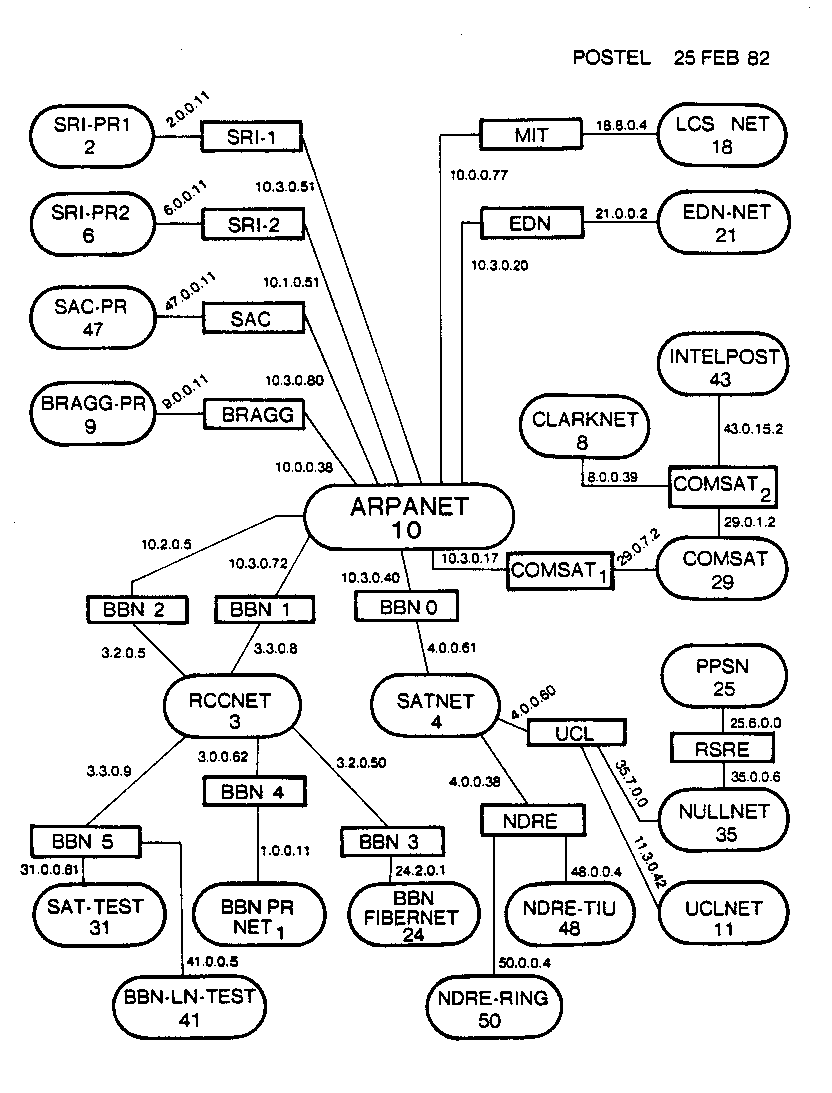
Карта Интернета, созданная Джоном Постелом в 1982 году

В 1969 году, ещё будучи студентом Калифорнийского университета в Лос-Анджелесе, Постел участвовал в создании ARPANET, прототипа Интернета. Он стал первым редактором стандартов Request For Comments (RFC), в которых фиксировались технические параметры протоколов обмена данными в новой сети. 
До 1983 года для того, чтобы подключиться к другому компьютеру в сети, нужно было знать его цифровой адрес. Текстовый файл с перечнем этих адресов поддерживался организацией SRI International. Каждый пользователь сети должен был копировать себе свежую версию этого файла ночью. Постел, Пол Мокапетрис и Крэг Партридж решили вместо этого создать иерархическую систему доменных имен, которая стала основой для массовой экспансии, популяризации и коммерциализации Интернета.
В 1983 году по просьбе Постела была разработана DNS — распределенная система для получения информации о доменах и IP-адресах. В 1988 году для распределения адресов была создана некоммерческая «Администрация адресного пространства Интернет» (IANA), которую возглавил Постел. Управление ею осуществлялось на базе Университета Южной Калифорнии, а заказчиком, как и в случае с ARPANET, было министерство обороны США. С 1991 года финансированием функции распределения адресов стала заниматься компания Network Solution Inc (NSI), которая в 1995 году получила разрешение взимать плату за регистрацию доменных имен. Но монополия NSI на рынке доменов возмутила общественность, и в январе 1998 года Постел по собственной инициативе совместно с операторами изменил корневую зону серверов, чтобы разделить контроль над доменными именами между неправительственными организациями и четырьмя корневыми DNS, оставшимися в ведении правительств. После этого власти США потребовали от Постела отменить это действие, угрожая навсегда запретить ему работать с интернетом. Через неделю после этого Национальное управление по связи и информации Министерства торговли США опубликовало «Предложение для улучшения технического менеджмента интернет-адресов», в котором говорилось о необходимости создания некоммерческой неправительственной организации для контроля над корневой зоной DNS. Постел принял активное участие в создании этой организации (ICANN), но не дождался появления — он умер от сердечного приступа в октябре 1998 года. 
Разработчикам сетевого программного обеспечения хорошо известно правило Джона Постела: «Будь либерален к тому, что принимаешь, и требователен к тому, что отсылаешь» («Be liberal in what you accept, and conservative in what you send»). То есть, хорошая реализация сетевого протокола должна максимально соответствовать стандарту при передаче своих пакетов и допускать отклонения от стандарта в чужих.
Джон Постел был человеком, который в 1993 и 1994 годах принимал решения по регистрации российского домена .ru.
Его памяти посвящён некролог RFC 2468.